# Орландо (филм)
Орландо је британскa драма из 1992. године. Базиран је на роману Вирџиније Вулф из 1928: Орландо:Биографија. Главне улоге имају Тилда Свинтон као Орландо, Били Зејн као Мармадјук Бонтроп Шелмердин и Квентин Крисп као краљица Елизабета. Написала га је и режирала Сали Потер, која је такође написала музику за филм.
Потер је одлучила да сними већи део цариградског дела књиге у изолованом граду Хива у Узбекистану и искористила је шуму изрезбарених стубова у градској џамији Џума из 18. века. Критичари су похвалили филм, а посебно су издвојили визуелно представљање романа.
Филм је премијерно приказан на 49. међународном филмском фестивалу у Венецији а поново је приказан у одабраним америчким биоскопима у августу 2010.

## Музика у филму
У филму су коришћене следеће песме:
- Jimmy Somerville – "Eliza Is the Fairest Queen" (компоновао Edward Johnson)
- Andrew Watts with Peter Hayward on harpsichord – "Where'er You Walk" (компоновао George Frideric Handel)
- Jimmy Somerville – "Coming" (компоновали Potter, Jimmy Somerville и David Motion)
- Anonymous – "Pavana"